# Шенау-ам-Кенігзее
Шенау-ам-Кенігзее (нім. Schönau am Königsee) — громада в Німеччині, знаходиться в землі Баварія. Підпорядковується адміністративному округу Верхня Баварія. Входить до складу району Берхтесґаден.
Площа — 131,65 км2. Населення становить 5596 ос. (станом на 31 грудня 2020).